# Tratado entre Santa Fe y el Cabildo de Montevideo
El Tratado de Alianza Ofensiva y Defensiva entre Santa Fe y el Cabildo de Montevideo fue un pacto firmado el 13 de marzo de 1823 entre el gobierno de Santa Fe y representantes del Cabildo de Montevideo, en una alianza militar para enfrentar la invasión que sufría la Provincia Oriental por parte del Imperio de Brasil.
Ante el panorama de la independencia de Brasil y los problemas entre las tropas de la Provincia Cisplatina, los habitantes de Montevideo se dirigieron a los gobiernos de Buenos Aires y Santa Fe para pedir ayuda y enfrentar al enemigo, siendo los enviados el teniente coronel Tomás de Iriarte y Domingo Cullen. Otra delegación fue enviada ante Simón Bolívar en Perú, pero este no contestó, y el gobernador bonaerense Martín Rodríguez rechazó el pedido. No se les envió a las provincias de Corrientes y Entre Ríos ya que estaban ligados a Buenos Aires por el tratado del Cuadrilátero.
En Santa Fe, la delegación oriental, compuesta por Luis Eduardo Pérez, Román de Acha y Domingo Cullen, llegaron el 5 de marzo de 1823, y el 13 del mismo mes firmaban con el ministro santafesino Juan Francisco Seguí una alianza ofensiva-defensiva. La Provincia Invencible, bajo el mando del caudillo Estanislao López, representaba en 1823 la potencia militar más fuerte del Río de la Plata. Los artículos principales del documento son los siguientes:

La Provincia de Santa Fe, mediante su gobierno, solemniza con la Honorable diputación del Excmo. Cabildo Representante de Montevideo, una liga ofensiva y defensiva contra el usurpador extranjero Lecor y demás satélites americanos que ocupan el territorio oriental, reconociendo el dominio y prestando obediencia al insurgente e intruso emperador Pedro I.
Artículo 1º

En su virtud llevará la voz en esta guerra bajo recíprocos acuerdos con la representación montevideana; pondrá cuantos medios estén a sus alcances, incitará las provincias hermanas a la cooperación y auxilio y organizará el ejército santafesino del norte, nombrando jefes y demás oficiales subalternos practicando todos los demás actos conducentes al logro de la libertad absoluta de la provincia oriental, con la brevedad que reclama su peligroso estado, conciliándolo con el obligatorio compromiso con Buenos Aires para expedicionar en combinación contra los bárbaros del Sud.
Artículo 2º

También contaba con ciertos artículos reservados, que no fueron públicos en su primera emisión:

1. Serán gratificadas las provincias concurrentes contra los invasores portugueses, en proporción a sus auxilios, con términos para el pago que estipulará en el silencio de la paz, gozando la de Santa Fe un duplo proporcional por el mérito contraído, en ser la primera en decidirse y consiguientes mayores trabajos como que encabeza la empresa sufriendo la incomodidad de sus multiplicados pormenores;

2. Con el fin de obviar dificultades odiosas, conseguido el fin de que se proponen los contratantes quedan arregladas las gratificaciones a 300 pesos por cada 100 hombres soldados de los auxiliares con sus oficiales y a 6000 la de Santa Fe rebajando solamente los desertores;

3. Los jefes de cada división provincial con la suma de 1.500 pesos y 3.000 el de Santa Fe que manda en Jefe el ejército no siendo el gobernador de la provincia. Firman Juan Fco Seguí, Luis E. Pérez, Domingo Cullen, Román Acha.

Estos artículos fueron ratificados por López al día siguiente. Cumpliendo con el artículo 2º, el caudillo dirigió a los gobiernos de Entre Ríos, Corrientes, Córdoba, Mendoza, Santiago del Estero y otras provincias una circular el 21 de marzo de 1823 incitándolos a colaborar en la campaña, recibiendo la negativa de Bernardino Rivadavia, ministro del gobernador de Buenos Aires. Solo Mendoza y Entre Ríos, del caudillo Mansilla, respondieron afirmativamente. Pero luego, al analizar la precaria situación de las fuerzas aliadas y la oposición de Buenos Aires, además de las frecuentes invasiones de los indígenas en el sur de Santa Fe y el compromiso con Buenos Aires para frenar los malones que azotaban la región, la expedición santafesina quedó en nada. Poco después la ciudad de Montevideo caería ante las tropas de Lecor.
Años después, en abril de 1825, se emprendía la cruzada de los Treinta y Tres Orientales, apoyada esta vez por la provincia de Buenos Aires, logrando liberar la provincia oriental.